# Оптическое распознавание символов

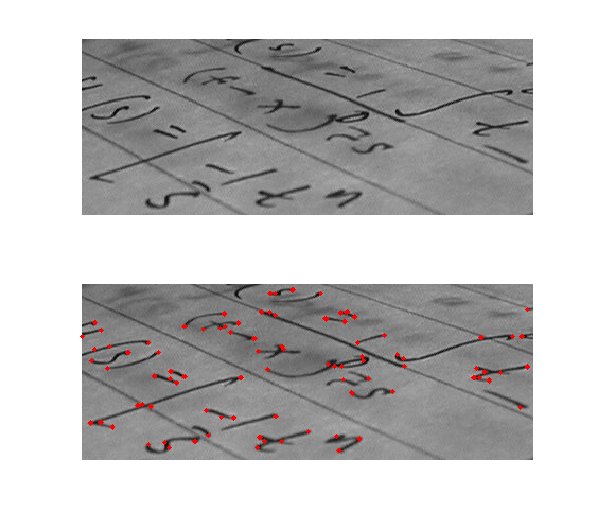
Результат работы алгоритма обнаружения углов при оптическом распознавании символов

Оптическое распознавание символов (англ. optical character recognition, OCR) — механический или электронный перевод изображений рукописного, машинописного или печатного текста в текстовые данные, использующиеся для представления символов в компьютере (например, в текстовом редакторе). Распознавание широко применяется для преобразования книг и документов в электронный вид, для автоматизации систем учёта в бизнесе или для публикации текста на веб-странице. Оптическое распознавание символов позволяет редактировать текст, осуществлять поиск слов или фраз, хранить его в более компактной форме, демонстрировать или распечатывать материал, не теряя качества, анализировать информацию, а также применять к тексту электронный перевод, форматирование или преобразование в речь. Оптическое распознавание текста является исследуемой проблемой в областях распознавания образов, искусственного интеллекта и компьютерного зрения.
Системы оптического распознавания текста требуют калибровки для работы с конкретным шрифтом; в ранних версиях для программирования было необходимо изображение каждого символа, программа одновременно могла работать только с одним шрифтом. В настоящее время больше всего распространены так называемые «интеллектуальные» системы, с высокой степенью точности распознающие большинство шрифтов. Некоторые системы оптического распознавания текста способны восстанавливать исходное форматирование текста, включая изображения, колонки и другие нетекстовые компоненты.

## История
В 1929 году Густав Таушек (нем. Gustav Tauschek) получил патент на метод оптического распознавания текста в Германии, после чего за ним последовал Гендель (англ. Paul W. Handel), получив патент на свой метод в США в 1933. В 1935 году Таушек также получил патент США на свой метод. Машина Таушека представляла собой механическое устройство, которое использовало шаблоны и фотодетектор.
В 1950 году Дэвид Х. Шепард (англ. David H. Shepard), криптоаналитик из агентства безопасности вооружённых сил Соединённых Штатов, проанализировав задачу преобразования печатных сообщений в машинный язык для обработки компьютером, построил машину, решающую данную задачу. После того как он получил патент США, он сообщил об этом в «Вашингтон Дэйли Ньюз» (27 апреля 1951) и в «Нью-Йорк Таймс» (26 декабря 1953). Затем Шепард основал компанию, разрабатывающую интеллектуальные машины, которая вскоре выпустила первые в мире коммерческие системы оптического распознавания символов.
Первая коммерческая система была установлена в «Ридерс дайджест» в 1955 году. Вторая система была продана компании «Стандарт ойл» для чтения кредитных карт для работы с чеками. Другие системы, поставлявшиеся компанией Шепарда, были проданы в конце 1950-х годов, в том числе сканер страниц для национальных воздушных сил США, предназначенный для чтения и передачи по телетайпу машинописных сообщений. IBM позже получила лицензию на использование патентов Шепарда.
Примерно в 1965 году «Ридерс дайджест» и «Ар-Си-Эй» начали сотрудничество с целью создать машину для чтения документов, использующую оптическое распознавание текста, предназначенную для оцифровки серийных номеров купонов «Ридерс дайджест», вернувшихся из рекламных объявлений. Для печати на документах барабанным принтером «Ар-Си-Эй» был использован специальный шрифт OCR-A. Машина для чтения документов работала непосредственно с компьютером RCA 301 (одна из первых полупроводниковых ЭВМ). Скорость работы машины была 1500 документов в минуту: она проверяла каждый документ, исключая те, которые она не смогла обработать правильно.
Почтовая служба Соединённых Штатов с 1965 года для сортировки почты использует машины, работающие по принципу оптического распознавания текста, созданные на основе технологий, разработанных исследователем Яковом Рабиновым. В Европе первой организацией, использующей машины с оптическим распознаванием текста, был британский почтамт. Почта Канады использует системы оптического распознавания символов с 1971 года. На первом этапе в центре сортировки системы оптического распознавания символов считывают имя и адрес получателя и печатают на конверте штрихкод. Он наносится специальными чернилами, которые отчётливо видимы в ультрафиолетовом свете. Это делается, чтобы избежать путаницы с полем адреса, заполненным человеком, которое может быть в любом месте на конверте.
В 1974 году Рэй Курцвейл создал компанию «Курцвейл компьютер продактс» и начал работать над развитием первой системы оптического распознавания символов, способной распознать текст, напечатанный любым шрифтом. Курцвейл считал, что лучшее применение этой технологии — создание машины чтения для слепых, которая позволила бы слепым людям иметь компьютер, умеющий читать текст вслух. Данное устройство требовало изобретения сразу двух технологий — ПЗС планшетного сканера и синтезатора, преобразующего текст в речь. Конечный продукт был представлен 13 января 1976 во время пресс-конференции, возглавлявшейся Курцвейлом и руководителями Национальной федерации слепых.
В 1978 году компания «Курцвейл компьютер продактс» начала продажи первой коммерчески успешной компьютерной программы оптического распознавания символов. Два года спустя Курцвейл продал свою компанию корпорации «Ксерокс», которая была заинтересована в дальнейшей коммерциализации систем распознавания текста. «Курцвейл компьютер продактс» стала дочерней компанией «Ксерокс», известной как «Скансофт».
Первой программой, распознающей кириллицу, была программа «AutoR» российской компании «ОКРУС». Программа начала распространяться в 1992 году, работала под управлением операционной системы DOS и обеспечивала приемлемое по скорости и качеству распознавание даже на персональных компьютерах IBM PC/XT с процессором Intel 8088 при тактовой частоте 4,77 МГц. В начале 90-х компания Hewlett-Packard поставляла свои сканеры на российский рынок в комплекте с программой «AutoR». Алгоритм «AutoR» был компактный, быстрый и в полной мере «интеллектуальный», то есть по-настоящему шрифтонезависимый. Этот алгоритм разработали и испытали ещё в конце 60-х два молодых биофизика, выпускники МФТИ — Г. М. Зенкин и А. П. Петров. Свой метод распознавания они опубликовали в журнале «Биофизика» в номере 12, вып. 3 за 1967 год. В настоящее время алгоритм Зенкина-Петрова применяется в нескольких прикладных системах, решающих задачу распознавания графических символов. На основе алгоритма компанией Paragon Software Group в 1996 была создана технология PenReader. Г. М. Зенкин продолжил работу над технологией PenReader в компании Paragon Software Group. Технология используется в одноимённом продукте компании.
В 1993 году вышла технология распознавания текстов российской компании ABBYY. На её основе создан ряд корпоративных решений и программ для массовых пользователей. В частности, программа для распознавания текстов ABBYY FineReader, приложения для распознавания текстовой информации с мобильных устройств, система потокового ввода документов и данных ABBYY FlexiCapture. Лицензиарами технологий распознавания текстов ABBYY OCR являются международные ИТ-компании, такие как Fujitsu, Panasonic, Xerox, Samsung, EMC и другие.

## Текущее состояние технологии оптического распознавания текста
Точное распознавание латинских символов в печатном тексте в настоящее время возможно, только если доступны чёткие изображения, такие, как сканированные печатные документы. Точность при такой постановке задачи превышает 99 %, абсолютная точность может быть достигнута только путём последующего редактирования человеком. Проблемы распознавания рукописного «печатного» и стандартного рукописного текста, а также печатных текстов других форматов (особенно с очень большим числом символов) в настоящее время являются предметом активных исследований.
Точность работы методов может быть измерена несколькими способами и поэтому может сильно варьироваться. К примеру, если встречается специализированное слово, не используемое для соответствующего программного обеспечения, при поиске несуществующих слов, ошибка может увеличиться.
Распознавание символов онлайн иногда путают с оптическим распознаванием символов. Последний — это офлайн-метод, работающий со статической формой представления текста, в то время как онлайн-распознавание символов учитывает движения во время письма. Например, в онлайн-распознавании, использующем PenPoint OS или планшетный ПК, можно определить, с какой стороны пишется строка: справа налево или слева направо.
Онлайн-системы для распознавания рукописного текста «на лету» в последнее время стали широко известны в качестве коммерческих продуктов. Алгоритмы таких устройств используют тот факт, что порядок, скорость и направление отдельных участков линий ввода известны. Кроме того, пользователь научится использовать только конкретные формы письма. Эти методы не могут быть использованы в программном обеспечении, которое использует сканированные бумажные документы, поэтому проблема распознавания рукописного «печатного» текста по-прежнему остаётся открытой. На изображениях с рукописным «печатным» текстом без артефактов может быть достигнута точность в 80 % — 90 %, но с такой точностью изображение будет преобразовано с десятками ошибок на странице. Такая технология может быть полезна лишь в очень ограниченном числе приложений.
Ещё одной широко исследуемой задачей является распознавание рукописного текста. В данное время достигнутая точность даже ниже, чем для рукописного «печатного» текста. Более высокие показатели могут быть достигнуты только с использованием контекстной и грамматической информации. Например, в ходе распознания искать целые слова в словаре легче, чем пытаться выявить отдельные знаки из текста. Знание грамматики языка может также помочь определить, является ли слово глаголом или существительным. Формы отдельных рукописных символов иногда могут не содержать достаточно информации, чтобы точно (более 98 %) распознать весь рукописный текст.
Для решения более сложных задач в области распознавания используются, как правило, интеллектуальные системы распознавания, такие, как искусственные нейронные сети.
Для калибровки систем распознавания текста создана стандартная база данных MNIST, состоящая из изображений рукописных цифр.